# Zimmerit

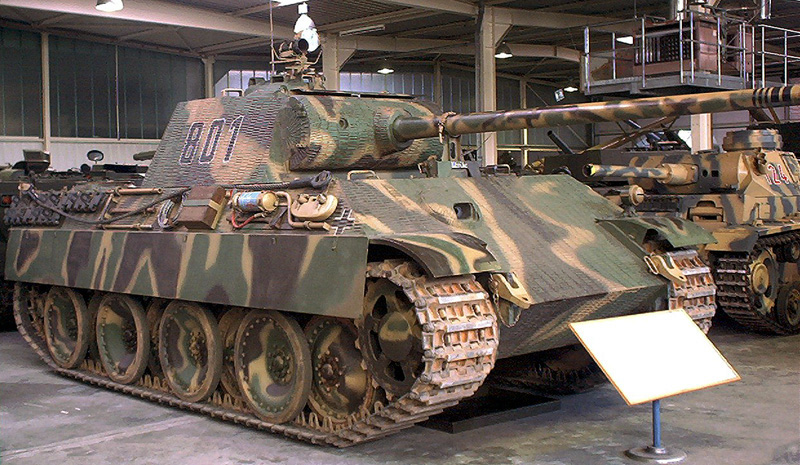
El Panther amb Zimmerit del Museu tècnic de Coblenza.

El Zimmerit era una coberta en forma de pasta, emprada en els tancs alemanys des de mitjans fins al final de la Segona Guerra Mundial. Era fet servir per a crear una capa dura que cobrís el blindatge metàl·lic del vehicle, oferint prou separació per evitar que les granades antitancs magnètiques s'hi adherissin, tot i que Alemanya va ser l'únic país que va emprar granades antitancs magnètiques en gran nombre. El Zimmerit no es va aplicar als tancs durant les últimes etapes de la guerra, a causa del temor infundat que s'incendiaria en ser impactat per un projectil antitanc. Va ser desenvolupat per l'empresa alemanya Chemische Werke Zimmer & Co de Berlín. Aquesta tècnica va ser àmpliament usada tant pels soviètics com pels alemanys.

## Característiques

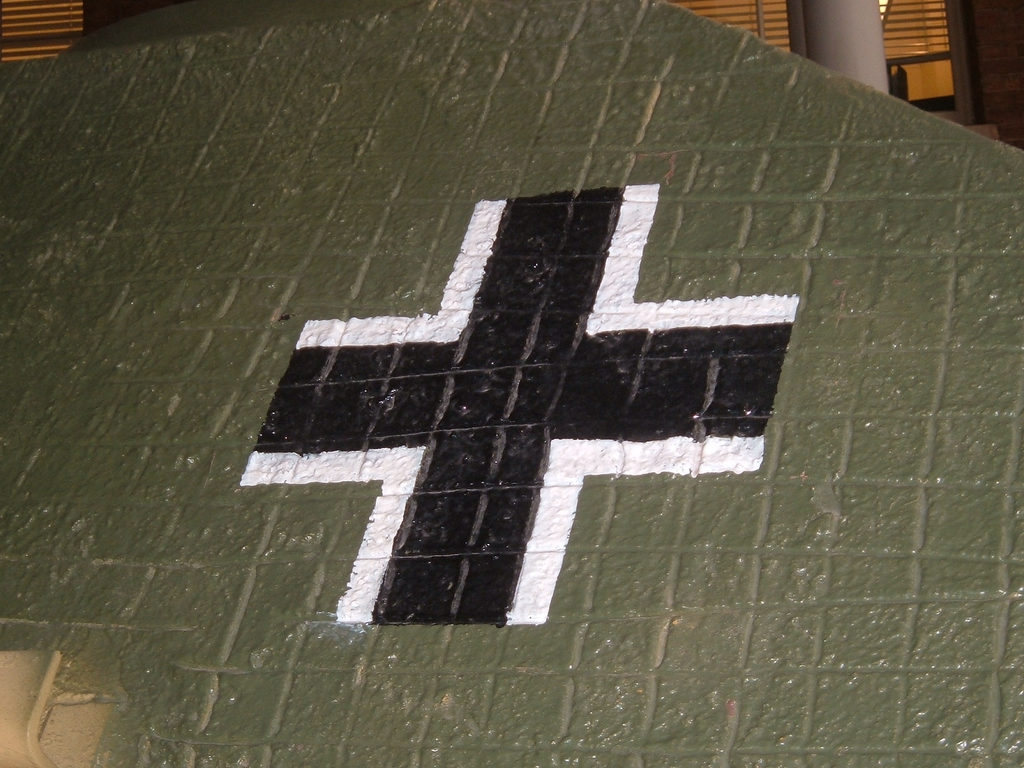
Zimmerit amb patró quadriculat.

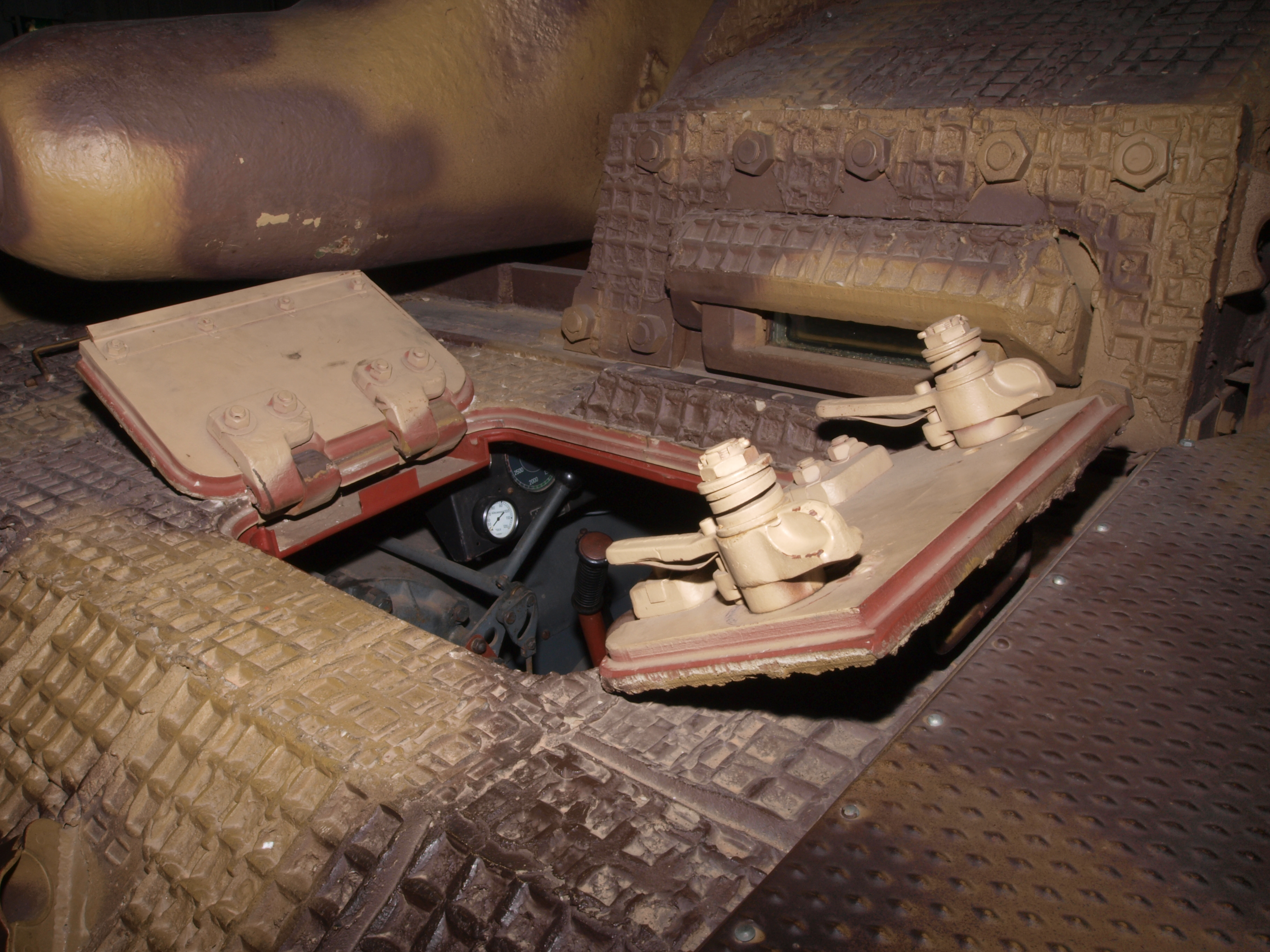
El Zimmerit amb patró de gofra d'un StuG III.

La coberta era una barrera que evitava el contacte directe de les granades antitancs magnètiques amb les superfícies metàl·liques del vehicle. El camp magnetoestàtic es redueix ràpidament, elevant al cub la distància; la coberta no magnètica mantenia els imants de la granada lluny de l'acer del vehicle perquè aquesta no pogués adherir-s'hi. Normalment se li estampava un patró en relleu a la coberta per a incrementar el seu gruix, incrementant el seu gruix sense afegir més pes.
La barreja tenia la consistència d'una massilla o pasta espessa. Era aplicada sobre tots els costats del casc i la torreta del tanc, usualment a la fàbrica, on se li estampava un patró i era endurida amb bufadors. Tenia un gruix variable (10 a 50 mm) i el patró que se li estampava va tenir moltes variacions, des de l'habitual quadriculat o ondulat, fins a un inusual patró de gofra. Aquestes diferències estaven principalment relacionades amb la fàbrica que produïa cada tipus de vehicle blindat. Per exemple, el patró de gofra es va veure exclusivament en els canons d'assalt Sturmgeschütz III. En general, els vehicles que ja estaven en servei no van ser coberts amb Zimmerit.

## Ús en combat
L'Exèrcit alemany va introduir la granada antitancs magnètica Hafthohlladung el 1942. Aquesta consistia en una ogiva de càrrega buida unida a un cèrcol de metall que tenia tres imants potents. Per fer-la servir, el soldat corria cap a un tanc i posava la granada a qualsevol superfície a la qual els imants s'adherissin. Llavors es tirava del passador de seguretat, activant-la. Els imants no només mantenien la granada enganxada al vehicle sinó que també creaven un espai entre l'explosiu i el blindatge, permetent que un jet de metall fos es formes de manera adequada amb l'explosió. Preocupats perquè la Unió Soviètica no hagués copiat el disseny, l'Exèrcit alemany va començar a buscar maneres de prevenir l'ús d'aquestes granades contra els seus tancs.
El Zimmerit es va aplicar a alguns tancs i a les casamates de canons autopropulsats i antitancs produïts des de desembre de 1943 fins al 9 de setembre de 1944. Poques vegades va ser aplicat en vehicles blindats amb torretes o cascos oberts. L'aparença irregular de la coberta feia que els vehicles semblessin estar fets de pissarra.

El Zimmerit va deixar d'aplicar-se a les fàbriques des del 9 de setembre de 1944 i en els tallers de campanya des del 7 d'octubre del mateix any. Això es va deure a la preocupació que els impactes de projectils antitancs el fessin incendiar. Això es va demostrar fals però l'ordre mai no va ser anul·lada. L'aplicació i l'assecat de la pasta afegien dies a la producció de cada vehicle, cosa era inacceptable a causa de l'escassetat de tancs, afavorint l'ordre de no posar-lo.
Després de la guerra, els britànics van fer proves amb un material similar aplicat sobre tancs Churchill i Cromwell així com també van provar-ho a Canadà. En cap dels dos casos no va entrar en servei. Després de la guerra, l'ús habitual de llançacoets antitancs portàtils, com ara el bazuca, va deixar obsoletes les granades antitancs magnètiques.

## Ingredients
La pasta estava composta pels següents ingredients:
- 40 % Sulfat de bari - BaSO4
- 25 % Acetat de polivinil – PVA
- 15 % Ocre (pigment)
- 10 % Sulfur de zinc – ZnS
- 10 % serradures

En la pasta fresca, l'acetat de polivinil era emprat sota la forma de "Mowilith 20", una solució amb 50% de benzè. Durant el procés d'assecat, el benzè s'evaporava i la mescla s'enduria.

## Tancs amb Zimmerit

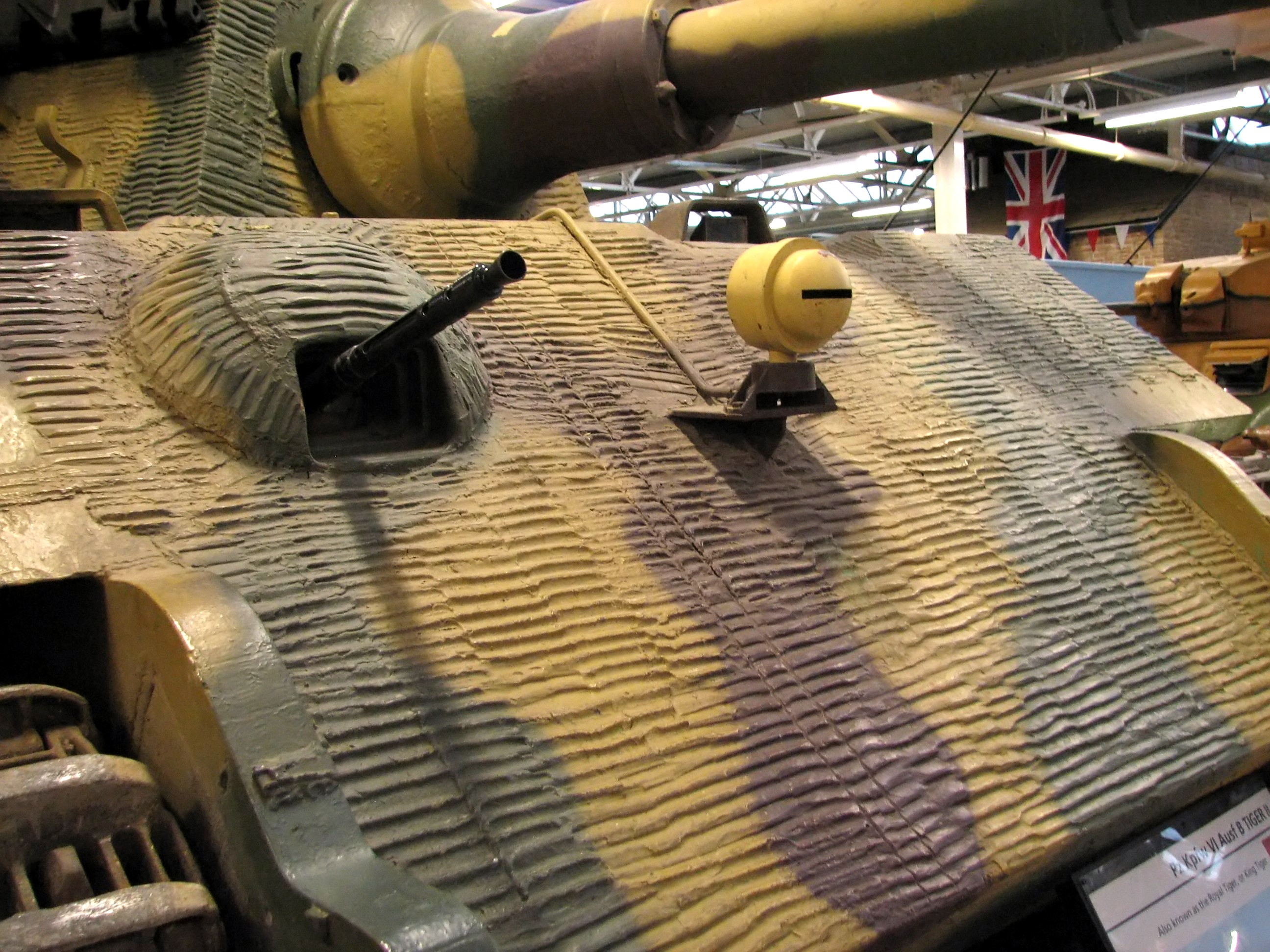
Detall del glacis d'un Tiger II, on s'aprecia el Zimmerit.

- Panzer III
- Panzer IV[3]
- Panzer V Panther[3]
- Panzer VI Tiger[3] - models de sèrie mitjans i tardans
- Panzer VI Tiger Ausf. B - solament en els primers models[3]
- StuG III
- StuG IV - solament en els primers models
- Marder III
- Hornisse
- Jagdtiger - solament en les versions Porsche
- Jagdpanther - solament en els primers models
- Jagdpanzer IV
- Brummbär
- Sd.Kfz. 251 - escassos exemplars